# Körösnagyharsány
Körösnagyharsány est un village et une commune du comitat de Békés en Hongrie.